# Lampetis dilaticollis
Lampetis dilaticollis es una especie de escarabajo del género Lampetis, familia Buprestidae. Fue descrita científicamente por Waterhouse en 1882.
Esta especie se encuentra en México.

## Descripción
Puede alcanzar una longitud de aproximadamente 21 a 32 milímetros (0,83 a 1,26 pulgadas).